# Reichssicherheitsdienst
Reichssicherheitsdienst, RSD, var en vaktstyrka inom SS i Nazityskland. RSD ansvarade ursprungligen för Adolf Hitlers personliga skydd, men kom senare att sörja även för andra partimedlemmars säkerhet, bland andra Hermann Göring, Heinrich Himmler och Joseph Goebbels.
Vaktstyrkan grundades den 15 mars 1933 som Führerschutzkommando och fick den 1 augusti 1935 beteckningen Reichssicherheitsdienst. Bland dess uppgifter var personskydd och övervakning av lokaler där nazistiska dignitärer vistades.
Befälhavare för RSD var Johann Rattenhuber och hans ställföreträdare var Peter Högl.

### Webbkällor
- ”Reichssicherheitsdienst (RSD)” (på engelska). Axis History Factbook. Arkiverad från originalet den 21 januari 2012. https://www.webcitation.org/64rOL7FDr?url=http://www.axishistory.com/index.php?id=3115. Läst 21 januari 2012.